# جوليس إنجل
جوليس إنجل (بالمجرية: Jules Engel؛ بالإنجليزية: Jules Engel) هو رسام ورسام رسوم متحركة أمريكي ومجري، ولد في 11 مارس 1909 في بودابست في المجر، وتوفي في 6 سبتمبر 2003 في سيمي فالي في الولايات المتحدة.

## وصلات خارجية
- جوليس إنجل على موقع IMDb (الإنجليزية)